# ROCKUMENT IV -Home Coming-
ROCKUMENT IV -Home Coming-"は、1998年に発売された甲斐よしひろの映像作品。ビデオはファンクラブ限定で発売された。

## 概要
1995年～2001年の6年間にわたって新宿にあった日清パワーステーションで開催されたシリーズライヴ『ロッキュメント』のシリーズ第四弾『Home Coming』の模様を収録したビデオ。
『Home Coming』は1998年3月14日・15日、4月18日・19日の2ヶ月間・各月2回開催され、月毎にセットリスト・毎回ゲストを変える中で一貫してテーマを持たせるというものだった。このときのテーマは"ホームカミング"ということで、これまで他人に提供してきた曲のカバーを中心にしたセットリストとなっていた。
ゲストミュージシャンは、3月14日～15日・中山加奈子、4月18日・松尾清憲、19日・松尾清憲/松藤英男が迎えられた。

## 収録曲
1. 荒野を下って
2. カオス
3. 四月の月
4. ナイト・スウィート
5. RENDEZ-VOUS
6. 見えない手のひらで
7. 赤い靴のバレリーナ
8. THANK YOU
9. 激愛（パッション）
10. 野獣
11. パートナー
12. CRY
13. 風が唄った日
14. MIDNIGHT
15. ドキ・ドキ

## ROCKUMENT IV -Home Coming-　セットリスト
| 1. 荒野を下って 2. MIDNIGHT 3. ナイト･スウィート 4. 仮面 5. RENDEZ-VOUS 6. みえない手のひらで 7. 霧雨の舗道 8. 赤い靴のバレリーナ 9. フィンガー 10. 特効薬 11. ブライトン・ロック 12. 野獣 13. パートナー 14. LOVE is No.1 15. ナイト・ウェイブ 16. ラヴ・マイナス・ゼロ 17. ドキ・ドキ 18. 最後の夜汽車 19. CRY | 1. 四月の雪 2. 激愛（パッション） 3. 狂った夜 4. RENDEZ-VOUS 5. 時雨れて 6. みえない手のひらで 7. THANK YOU 8. 愛しのロージー 9. サタニック・ウーマン 10. レイニー・ドライヴ 11. ナイト・スウィート 12. 野獣 13. LOVE is No.1 14. パートナー 15. CRY 16. カオス 17. MIDNIGHT 18. 風が唄った日 19. ラヴ・マイナス・ゼロ | 1. カオス 2. 四月の雪 3. ナイト･スウィート 4. RENDEZ-VOUS 5. みえない手のひらで 6. 時雨れて 7. THANK YOU 8. 愛しのロージー 9. レイニー・ドライヴ 10. サタニック・ウーマン 11. 激愛（パッション） 12. 野獣 13. LOVE is No.1 14. パートナー 15. CRY 16. 狂った夜 17. 風が唄った日 18. MIDNIGHT 19. ラヴ・マイナス・ゼロ |  |